# مارغريت باركر
مارغريت باركر (بالإنجليزية: Margaret Parker)‏ هي منافسة ألعاب القوى أسترالية، ولدت في 30 يونيو 1949.

## روابط خارجية
- مارغريت باركر على موقع النتائج التاريخية لألعاب القوى الأسترالية (الإنجليزية)
- مارغريت باركر على موقع اتحاد ألعاب الكومنولث (مؤرشف) (الإنجليزية)